# リチャード・カールソン (政治家)
リチャード・カールソン（英語：Richard Carlson）は、アメリカ合衆国の政治家。共和党所属。2005年から2015年までカンザス州下院議員、2016年からカンザス州運輸長官を務めた。

## 生い立ちと初期の経歴
セント・メアリーズで誕生した。彼はカンザス州立大学で経営学と経済学を学び、その後カンザス陸軍州兵に入隊した。1993年から2005年までポタワトミー郡の郡政委員を務め、またフリント・ヒルズ地域リーダーシップ・プログラムの理事も務めた。
その後彼は、カンザス州歳入局で議会調整官及び税務政策顧問として勤務した。

## カンザス州下院議員

### 所属委員会

#### 2009-10会期
- 税制委員会（委員長）
- 教育予算委員会
- 国務州務委員会
- 年金・出資・給付委員会
- カンザス州職員退職年金基金に関する特別委員会

#### 2011-12会期
- 税制委員会（委員長）
- 歳出委員会
- 国務州務委員会
- 年金・出資・給付委員会

#### 2013-14会期
- 税制委員会（委員長）
- 歳出委員会
- 商務・労働・経済開発委員会

## カンザス州運輸長官
2016年7月15日にカンザス州運輸長官マイク・キングが民間企業でのキャリアに進むため辞任したことを受けて、州知事サム・ブラウンバックは7月18日にカールソンを臨時長官に指名した。2016年10月24日、ブラウンバック知事はカールソンを正式な運輸長官に任命すると発表した。彼は2017年7月に上院の承認を受けた。